# Egy ember az örökkévalóságnak (film, 1966)
Az Egy ember az örökkévalóságnak (eredeti címe: A Man for All Seasons) 1966-ban bemutatott brit film Fred Zinnemann rendezésében. A forgatókönyvet saját A Man for All Seasons (1960) című darabjából Robert Bolt írta. A Morus Tamás angol jogász, humanista és államférfi életét bemutató filmdráma azzal az erkölcsi csapdával foglalkozik, amelybe Morus Tamás került, amikor VIII. Henrik azt követelte tőle, hogy esküdjön fel a Legfelsőbb Törvényre, amelyben a király önmagát Anglia Egyháza legfőbb fejévé nyilvánította.

## Cselekmény
Morus Tamást az egyik legtisztességesebb és legbölcsebb bírónak tartják Angliában. A Királyi Tanács (Privy Council) tagja és VIII. Henrik király bizalmasa, aki feleségével, Aragóniai Katalinnal kötött házasságát semmisnek kívánja nyilváníttatni, hogy feleségül vehesse Boleyn Annát. Ehhez II. Gyula pápa jóváhagyására van szüksége. Thomas Wolsey bíboros lordkancellár sikertelenül könyörög Morusnak, hogy segítsen neki nyomást gyakorolni a Szentszékre, ám a főpap lelkiismerete tiltakozik az ellen, hogy szembeszálljon a pápával. Amikor Wolsey meghal, a király őt teszi utódjává a lordkancellári poszton. Végül a király elszakad a római katolikus egyháztól, és az anglikán egyház fejévé teszi magát. Így végre keresztülviheti aljas házassági terveit.
Ennek következtében Morus lemond lordkancellári posztjáról. Utóda, Thomas Cromwell külügyminiszter, a katolikus egyház egyik leghevesebb ellensége.
Morus feloldja a lelkiismereti konfliktust, amennyiben nem hajlandó beszélni a témáról. Mivel az új állami törvények ellentmondanak az istenieknek, a hallgatást látja az egyetlen megoldásnak. Cromwell helyteleníti, hogy Morus megtagadta a királynak letenni a hűségesküt. More barátai megpróbálják rávenni, hogy tegye le. De végül a fiatal köztisztviselő, Richard Rich, aki mindig is felnézett Morusra, megmutatja jellemgyengeségét, amelyet Morus mindig is gyanított benne. Eskü alatt hamis vallomással vádolta Morust, akit halálra ítélt az állami bíróság. Bár elveszíti hőn szeretett családját, mégsem hajlandó lelkiismerete ellen tenni. Ezért lefejezik a Londoni Towerben 1535-ben. Utolsó szavai: A király hűséges szolgájaként, de mindenekelőtt Isten hű szolgájaként.

## Szereposztás
| Szerep                        | Színész          | Magyar hangja (1. szinkron, 1976) | Magyar hangja (2. szinkron) |
| ----------------------------- | ---------------- | --------------------------------- | --------------------------- |
| Morus Tamás (Sir Thomas More) | Paul Scofield    | Somogyvári Rudolf                 | Sinkovits Imre              |
| Alice More                    | Wendy Hiller     | Győri Ilona                       | Győri Ilona                 |
| Thomas Cromwell               | Leo McKern       | Horkai János                      | Horkai János                |
| VIII. Henrik király           | Robert Shaw      | Áts Gyula                         | Mécs Károly                 |
| Wolsey bíboros                | Orson Welles     | Képessy József                    | Képessy József              |
| Margaret More                 | Susannah York    | Hámori Ildikó                     | Vándor Éva                  |
| Norfolk hercege               | Nigel Davenport  | Gelley Kornél                     | Tolnai Miklós               |
| Richard Rich                  | John Hurt        | Végvári Tamás                     | Végvári Tamás               |
| Ifjabb William Roper          | Corin Redgrave   | Tahi Tóth László                  | Kaszás Attila               |
| Matthew                       | Colin Blakely    | Csurka László                     | Koroknay Géza               |
| Boleyn Anna                   | Vanessa Redgrave | Andai Györgyi                     | Zentai Lilla                |

## Kritikai visszhang
„Az olyan fantasztikus díszletek között, amelyeket csak Anglia tudott felkínálni, hogy átadja a darab 16. századi színrevitelének színét és ragyogását, és Paul Scofield olyan nagyszerűen játssza Sir Thomast, mint a színpadon, Mr. Zinnemann festőien kristályosította ki e dráma lényegét, még dinamikus absztrakcióit is.”Bosley Crowther The New York Times
„A rendező Fred Zinnemann, az olyan lényeges filmek, mint a Menschen am Sonntag, a Déli 12 óra és az Örökkévalóságra kárhoztatva alkotója nagyszerű karakterportrét rendezett […] Thomas More figurája nemcsak Paul Scofield angol Shakespeare-színész példaértékű alakítása révén nyeri el kontúrjait, hanem ugyanilyen mértékben ellenfelei hitelessége révén is …” Film-Dienst, 1967
„Lebilincselő film […], amely a lelkiismeretet ábrázolja, és hihetővé teszi hőse bátor és önfeláldozó döntését […] Kiemelkedő színészi teljesítmények.” Lexikon des internationalen Films „A két ember közötti hatalmi harcot és elveiket ábrázolja Zinnemann e pazar eposzában, amelyet hat »Oscarral« is díjaztak. Szerelmes a pompába, de kiélezett párbeszédeivel és lenyűgöző színészi játékával tűnik ki.” (Értékelés: 2½ csillag; átlag feletti) Adolf Heinzlmeier és Berndt Schulz „Filme im Fernsehen“ lexikon
„A jelenlegi téma történelmi keretek között, anélkül, hogy belecsúszna a rendezésbe. Ez és More kiváló dizájnja, Paul Scofield által. Érdemes megnézni és megfontolni a filmet.” Evangelischer Filmbeobachter
A Wiesbaden Film Rating Office „Értékes” címmel tüntette ki a produkciót.

## Díjai
Az Oscar-díj egyik fő várományosa 13 jelöléssel Mike Nichols Nem félünk a farkastól (1966). Az Oscar-díj átadóján 1967 áprilisában a Los Angeles-i Santa Monica Civic Auditoriumban az Egy ember az örökkévalóságnak hat kategóriában diadalmaskodott, köztük a legjobb film, a legjobb rendező, a legjobb férfi főszereplő (Scofield) és a legjobb adaptált forgatókönyv kategóriában. Ezzel Zinnemann munkája lett az est legsikeresebb filmje, megelőzve Mike Nicholsét és John Frankenheimer versenydrámáját, a Grand Prix-t (3 díj), amely technikai kategóriákban diadalmaskodott. Egy évvel később a történelmi dráma azzal folytatta diadalmenetét, hogy a Brit Filmakadémia hét kategóriában tartotta díjra érdemesnek.
1995-ben a film felkerült a vatikáni filmlistára, amely 45 olyan filmet tartalmaz, amelyeket a Szentszék megtekintésre kifejezetten ajánl. A Brit Filmintézet 1999-ben a filmet a 20. század 43. legjobb brit filmjeként értékelte.
Oscar-díj, (1967)
- díj: legjobb film
- díj: legjobb rendező
- díj: legjobb színész (Paul Scofield)
- díj: legjobb adaptált forgatókönyv
- díj: legjobb kamera – színes
- díj: legjobb jelmezek – színes
- jelölés: legjobb férfi mellékszereplő (Robert Shaw)
- jelölés: legjobb női mellékszereplő (Wendy Hiller)

BAFTA-díj (1968)
- díj: legjobb film
- díj: legjobb brit film
- díj: legjobb brit színész (Paul Scofield)
- díj: Legjobb brit forgatókönyv
- díj: legjobb brit fényképezőgép – színes
- díj: Legjobb brit jelmezek – színes
- díj: legjobb brit produkciós design – színes

### 1967-esGolden Globe-díjak
- díj: legjobb film – dráma
- díj: legjobb rendező
- díj: legjobb színész – dráma
- díj: legjobb forgatókönyv
- jelölés: legjobb férfi mellékszereplő (Robert Shaw)

Kansas City Film Critics Circle Awards (1698)
- díj: legjobb színész (Paul Scofield)
- díj: legjobb férfi mellékszereplő (Robert Shaw)

#### Laurel-díj, 1967
- díj: legjobb szórakoztató film
- díj: 2. Legjobb színész drámában (Paul Scofield)
- díj: 4. Legjobb női mellékszereplő (Wendy Hiller)

Moszkvai Nemzetközi Filmfesztivál
- díj: legjobb színész (Paul Scofield)
- díj: Megtisztelő elismerés (Fred Zinnemann)
- jelöltés: legjobb film nagydíja

National Board of Review Awards (1967)
- díj: legjobb angol film
- díj: legjobb rendező
- díj: legjobb színész (Paul Scofield)
- díj: legjobb férfi mellékszereplő (Robert Shaw)

New York-i Filmkritikusok Egyesülete (1966)
- díj: legjobb film
- díj: legjobb rendező
- díj: legjobb színész (Paul Scofield)
- díj: legjobb forgatókönyv

Nagy-Britannia Írószövetsége (1968)
- díj: legjobb brit forgatókönyv

## Fordítás
- Ez a szócikk részben vagy egészben  az   Ein Mann zu jeder Jahreszeit című német Wikipédia-szócikk ezen változatának fordításán alapul.  Az eredeti cikk szerkesztőit annak laptörténete sorolja fel. Ez a jelzés csupán a megfogalmazás eredetét és a szerzői jogokat jelzi, nem szolgál a cikkben szereplő információk forrásmegjelöléseként.